# Amurco
Amurco Bacău este un combinat chimic din România, deținut de grupul Interagro.
Compania Amurco a fost înființată în anul 2005, prin preluarea unei părți din activele combinatului chimic Sofert Bacău.
Număr de angajați:
- 2011: 690[3]
- 2009: 850[4]

Cifra de afaceri în 2011: 19 milioane euro

## Sofert
Sofert Bacău era un combinat chimic din România care producea acid sulfuric, tehnic și pentru acumulatori, acid sulfuric oleum, amoniac anhidru (lichefiat), azot tehnic și oxigen.
Compania avea peste 1.400 de salariați în 1999.
Sofert era unul din cei mai mari poluatori din România, compania primind amenzi în numeroase rânduri de la Garda de Mediu.